# Арфведсоніт
Арфведсоніт — мінерал, лужний амфібол ланцюжкової будови.
Названий у честь шведського хіміка Йоганна Арфведсона

## Загальний опис
Хімічна формула: (Na, Ca)3 Fe2+4
Fe3+[Si8O22] (OH)2 або Na2,5
Ca0,5 (Fe2+, Mg, Fe3+, Al)5
[Al0,5Si7,5O22](OH, F)2.
Містить (%): Na2О — 8,15; CaO — 4,65; FeO — 33,43; MgO — 0,81; Al2O3 — 4,45; Fe2O3 — 3,8; SiO2 — 43,85; H2O — 0,15.
Домішки — оксиди K2O, MnO, TiO2.
Сингонія моноклінна.
Густина 3,4-3,5.
Твердість 5,5-6.
Форми виділення: стовпчасті та тичкуваті кристали, зернисті агрегати.
Колір чорний, іноді з синім відтінком.
Риса темна, блакитно-сіра. Слабко прозорий у тонких шліфах.
Поширений в масивах нефелінових сієнітів. Зустрічається в лужних магматичних породах і пегматитах разом з содалітом, евдіалітом та ін.
Розрізняють:
- арфведсоніт-азбест (тонковолокниста відміна арфведсоніту стійка при високих температурах);
- арфведсоніт магніїстий (амфібол, за складом і оптичними властивостями проміжний між екерманітом і арфведсонітом).